# Vagos MC
El Vagos Motorcycle Club (Club de motociclistas Vagos), también conocido como Green Nation (Nación Verde), es un club de motociclistas del uno por ciento formado en 1965 en San Bernardino, California.
La insignia del club es Loki, el dios nórdico de las travesuras, conduciendo una motocicleta. Los miembros suelen vestir de verde.
Los Vagos tienen aproximadamente 4,000 miembros, entre 200 capítulos ubicados en los estados de Arizona, California, Hawaii, Idaho, Illinois, Nevada, Oregón, Utah y Missouri, así como capítulos en toda Europa y cincuenta y siete capítulos ubicados en México (Baja California, Jalisco y Ciudad de México). Se informó que Vagos en Ontario, Canadá, se había unido al Outlaws Motorcycle Club (American Outlaws Association) en 2015 antes de que AOA se disolviera en 2018. Doscientos miembros se encuentran en Inland Empire (California), donde se inició el club a finales de la década de 1960.
En 2013, los Vagos se expandieron a Suecia y Australia.

## Insignias
Un miembro del capítulo Berdoo (jerga para San Bernardino) creó un parche mientras estaba en prisión con Loki, el dios nórdico de las travesuras. Sus chaquetas de mezclilla lucen los rockeros superiores con el nombre de su club integrado en el parche central, y los rockeros inferiores con la región o estado de su capítulo, como "SO. CAL”, “California” o “Arizona”. El parche del medio “representa una caricatura musculosa del dios nórdico de las travesuras, Loki, frente a un campo verde”. Loki es de color rojo encima de una bicicleta con sus manos sosteniendo el nombre de su club. Otros parches que usa el club son el número 22 (la letra 22 del alfabeto, V, de Vagos) y una cabeza de Loki. Un miembro recibe un parche MF (que significa familia de motocicletas) después de que finaliza un período de prueba y el miembro es validado como miembro de la familia Vagos en el frente. Se ha visto a algunos miembros con una esvástica verde y un símbolo "SS” en sus chaquetas.

## Capítulos oficiales
Los Vagos tienen capítulos en todo el sur de California. Tienen capítulos en Venice Beach hasta el Alto Desierto de California, Inland Empire que incluye tanto el Condado de Riverside, California como el Condado de San Bernardino, California en la ciudad de San Bernardino donde comenzaron, Azusa California capítulo Valle de San Gabriel, Hawthorne, Los Ángeles y San Diego. También tienen capítulos en los estados de Hawaii, Oregón, Nevada, Utah, Arizona, Georgia, Nueva York, Missouri, Nuevo México, Idaho, Texas, Illinois también el país de México, Capítulo Madre de Mexicali BC, Capítulo de Tijuana, Tecate Centro, Rumorosa, Playa de Rosarito, Ciudad de México, Azcapotzalco. Canadá, También en Centroamérica en Nicaragua, El Salvador , Honduras y Guatemala. En Sudamérica existen Capítulos en Brasil, Chile y Ecuador. Los capítulos en Europa están en Alemania, Francia y Rumania.

## Acusaciones e incidentes penales de Vagos MC

### Trampas de Hemet
El 17 de marzo de 2010, en medio de acusaciones de que miembros de Vagos habían fabricado trampas explosivas caseras para mutilar y matar a detectives de la policía en Hemet, California,la policía arrestó al menos a 30 miembros de Vagos en una redada en varios estados de Utah, Nevada. Arizona y California, en los que participaron 400 agentes de policía de 60 agencias policiales. La policía allanó 73 lugares en el sur de California, confiscó armas y drogas y descubrió un laboratorio de metanfetamina. Las redadas fueron el resultado de varios incidentes relacionados con trampas explosivas en los que el club estuvo implicado:
- El 31 de diciembre de 2009, el cuartel general anónimo del grupo de trabajo contra pandillas de Hemet se llenó de gas natural, que había sido introducido en el edificio a través de un agujero perforado en el techo. Dos miembros del grupo de trabajo detectaron el gas y retrocedieron sin provocar la explosión. El día antes de ese ataque, se celebró un funeral de Vagos en una iglesia al lado de la oficina.

- El 23 de febrero de 2010, un miembro del grupo de trabajo abrió una puerta de seguridad fuera del edificio, lo que provocó que se disparara una pistola zip hecha en casa adherida a la puerta, casi golpeando su cabeza.

- El 5 de marzo, un miembro del grupo de trabajo que había estacionado un coche de policía sin distintivos frente a una tienda de conveniencia en Hemet encontró una bomba casera escondida debajo del vehículo.[18]

California y las autoridades federales anunciaron una recompensa de 200.000 dólares por información sobre estos casos. El fiscal general de California, Jerry Brown, calificó los intentos de "terrorismo urbano”,obteniendo cargos jurados o no jurados y trabajando encubierto para obstruir y desmantelar las investigaciones policiales.
En marzo de 2011, el club demandó a las autoridades del condado de Riverside por difamación y daños causados al implicar al grupo en los ataques a los agentes de policía de Hemet.
El 1 de agosto, el condado de Riverside resolvió la demanda y absolvió al club de cualquier participación en los ataques a los oficiales. Mientras tanto, habían arrestado a dos hombres que no tenían vínculos con el club. El abogado del club, Joseph Yanny, afirmó que estaba satisfecho con el resultado: "Nunca se trató de dinero. Lo importante era que el club limpiara su nombre y les quitara esta sombra”.

### Tiroteo en Nugget Casino
El 23 de septiembre de 2011, los miembros de Vagos estuvieron involucrados en un tiroteo en el Nugget Casino Resort de John Ascuaga en Sparks, Nevada, donde Jeffrey Pettigrew, el presidente del capítulo de los Hells Angels en San José, California, fue asesinado. y miembros de Vagos resultaron heridos. Al día siguiente, un miembro de Vagos fue herido en un mitin por un tirador que pasaba desde un vehículo. El 29 de septiembre, la policía arrestó a Ernesto Manuel Gonzales, miembro de Vagos, en la Universidad de California, San Francisco, por matar a Pettigrew. El 7 de diciembre, la policía anunció que había arrestado a Gary Rudnick, vicepresidente de la sección de Vagos en Los Ángeles, por instigar la pelea que condujo al tiroteo. Rudnick posteriormente se declaró culpable de asesinato en segundo grado en un acuerdo de negociación. El juicio de los dos miembros de Vagos, así como de un miembro de Hells Angels que disparó contra una multitud, se llevó a cabo el 29 de octubre de 2012.

### Otros Incidentes
En 1974, cuatro miembros de Vagos fueron declarados culpables y sentenciados a muerte por asesinar al estudiante William Velten de la Universidad de Nuevo México. Los cuatro, Richard Greer, Ronald Keine, Clarence Smith y Thomas Gladish, pasaron 17 meses en el corredor de la muerte, pero durante el proceso de apelación, Kerry Rodney Lee confesó el asesinato. 
En octubre de 1998, la policía arrestó a más de una docena de miembros de Vagos por secuestro, delitos relacionados con drogas y armas, tras una investigación encubierta que duró dos años. En septiembre de 2004, la policía estatal arrestó a 26 miembros y confiscó más de 125.000 dólares en efectivo, drogas y armas. El 9 de marzo de 2006, las fuerzas del orden llevaron a cabo la "Operación 22 Verde”, en la que participaron 700 personas de la Oficina de Alcohol, Tabaco, Armas de Fuego y Explosivos y la policía local y los departamentos del sheriff. La operación resultó en el arresto de 25 miembros y asociados de Vagos por violar las políticas sobre armas de fuego y drogas. Fue “una de las investigaciones policiales coordinadas más grandes jamás realizadas en el sur de California”. Los investigadores confiscaron 95 armas de fuego ilegales, drogas ilegales, 6.000 dólares en efectivo y dos motocicletas robadas. Un agente de la ATF llamó al grupo una “banda criminal de ciclistas despiadada” que trafica con “armas, drogas y muerte”. Se utilizó la Operación 22 Green y su preparación como base para la primera temporada de la serie de televisión Gangland Undercover.
En diciembre de 2007, la policía arrestó a seis miembros de Vagos por “cargos de robo en primer grado, robo en segundo grado, coacción y secuestro en segundo grado” ocurridos en agosto de 2007. La víctima había anunciado que abandonaba el club, pero sufrió una paliza. en el taller de automóviles Custom Motorcycle en Grants Pass, Oregón, y luego lo llevaron a su casa, donde intentaron robarle y fracasaron.
Tres miembros de Vagos fueron arrestados el 9 y 10 de junio de 2009 y acusados de agredir sexualmente a una mujer en San José, California. Los investigadores de la policía dijeron al San Jose Mercury News que la víctima conoció a los tres hombres en un club nocturno el 4 de mayo de 2009 y que se habían ofrecido a llevarla a su casa, pero en lugar de eso la llevaron a la casa club Vagos en Kings Row donde fue golpeada y agredida sexualmente.
El 13 de agosto de 2011, las autoridades policiales informaron que el Vagos Motorcycle Club y el Galloping Goose Motorcycle Club estuvieron involucrados en un tiroteo que cortó el tráfico en la Interestatal I-44 cerca de  Waynesville, Misuri. El centro local 9-1-1 recibió alrededor de 20 llamadas, que informaban que aproximadamente 20 hombres estaban peleando y que se habían realizado disparos.